# Ente nazionale sementi elette
L'Ente nazionale sementi elette (oggi parte del CREA) fu un ente pubblico vigilato dal Ministero dell'Agricoltura preposto al controllo della produzione e della commercializzazione di semente certificata. 
È stato soppresso con il decreto legge 31/05/2010, n.78 ed i relativi compiti ed attribuzioni sono stati assorbiti dall'Istituto nazionale di ricerca per gli alimenti e la nutrizione (INRAN), a sua volta soppresso con l'articolo n.12 del Decreto Legge n. 95 del 2012. 
L'Inran, dopo la soppressione del D.l. 95/2012 (mentre già incorporava Ense)  è confluito nel 2013 nel Consiglio per la ricerca e la sperimentazione in agricoltura (CRA) che ha istituito 2 centri di ricerca denominati rispettivamente "Centro di Ricerca per gli Alimenti e la Nutrizione" (CRA-NUT) e "Centro di Sperimentazione e Certificazione delle Sementi" (CRA-SCS).
Nel 2015 tutto il CRA (Consiglio per la ricerca e la sperimentazione in agricoltura) e quindi con le rinominate funzioni Ense di Cra-scs (Centro di Ricerca di Sperimentazione e Certificazione delle Sementi), è confluito nel CREA, nuovo ente costituitosi dall'unione del CRA con l'INEA (Istituto nazionale di economia agraria).

## Storia
L'Ense fu costituito l'11 settembre 1954 e nel tempo la sua funzione si adeguò a progressive variazioni delle normative di riferimento, segnatamente per effetto del recepimento di normativa comunitaria. L'ultima importante riforma fu introdotta con il decreto legislativo 29 ottobre 1999, n. 454 ("Riorganizzazione del settore della ricerca in agricoltura"), con il quale sono state riordinate le competenze e le attribuzioni di questo ente, del CRSA, dell'Istituto nazionale di economia agraria (INEA), dell'Istituto nazionale di ricerca per gli alimenti e la nutrizione (INRAN), dell'ISMEA e del CSREM.
In particolare, l'art.12 della norma attribuiva all'ente il compito di svolgere le seguenti attività:
- certificazione ufficiale dei prodotti sementieri, anche in conformità delle normative regolanti le certificazioni;
- analisi e controlli qualitativi delle piantine di ortaggi e dei relativi materiali di moltiplicazione, su richiesta dei servizi fitosanitari regionali ai sensi dell'art. 4 del decreto del presidente della Repubblica 21 dicembre 1996, n. 698;
- esami tecnici per il riconoscimento varietale e brevettuale delle novità vegetali di specie agrarie e ortive, prove di controllo, anche previste dalle norme comunitarie e per l'iscrizione nel registro nazionale delle varietà vegetali;
- studi e ricerche di nuove varietà e messa a punto di nuove metodologie per la valutazione tecnologica e varietale delle sementi.

Fu soppresso con il decreto legge 31/05/2010, n.78. I relativi compiti ed attribuzioni furono assorbiti dall'Istituto nazionale di ricerca per gli alimenti e la nutrizione (INRAN).